# تشارلز هنري فليتشر
تشارلز هنري فليتشر (بالإنجليزية: Charles Henry Fletcher) (25 ديسمبر 1837 – 9 أبريل 1922) هو رجل أعمال أمريكي، اشتهر بتأسيسه وقيادته لشركة سنتور (The Centaur Company)، المنتجة لدواء «فليتشرز كاستوريا» (Fletcher’s Castoria)، حيث شغل منصب الرئيس والمدير العام للشركة على مدى أكثر من خمسة عقود.

## البدايات
وُلد فليتشر في مدينة نيويورك، ونشأ في بيئة حضرية نشطة تجارياً. بدأ العمل في مجال الأدوية وهو في الثالثة عشرة من عمره، حيث اكتسب خبرة مبكرة في تركيب وبيع المستحضرات الطبية. في أوائل سبعينيات القرن التاسع عشر، حصل فليتشر على تركيبة «كاستوريا» من الدكتور صموئيل بيتشر، وهي مستحضر ملين للأطفال، وأعاد تسويقها تحت اسمه ليؤسس هوية تجارية مميزة.

## تأسيس شركة سنتور
أسس فليتشر شركة سنتور عام 1871 في نيويورك، وجعل من «فليتشرز كاستوريا» المنتج الرئيسي للشركة. كان شعار الشركة الشهير "الأطفال يبكون من أجله" جزءاً من حملات دعائية مبتكرة انتشرت في الصحف وعلى الجدران والإعلانات العملاقة. في عام 1883، كانت إعلانات كاستوريا من أبرز المشاهد على جسر بروكلين عند افتتاحه، ما ساعد على ترسيخ العلامة التجارية في أذهان الجمهور.

## الابتكار في التسويق
اعتمد فليتشر على أسلوب تسويق مباشر ومكثف، واستخدم توقيعه الشخصي على العبوات كعلامة مميزة تفرّق منتجه عن المنتجات المقلدة، خصوصاً بعد انتهاء براءة الاختراع عام 1888. كما عُرف بتوزيع عبوات مجانية للتجربة، وهي استراتيجية جديدة في زمنه ساهمت في زيادة المبيعات.

## الجدول الزمني لمسيرته
| السنة | الحدث                                                                      |
| ----- | -------------------------------------------------------------------------- |
| 1837  | ولادته في مدينة نيويورك.                                                   |
| 1850  | بدأ العمل في مجال الأدوية وهو في سن الثالثة عشرة.                          |
| 1871  | تأسيس شركة سنتور في نيويورك.                                               |
| 1872  | الحصول على تركيبة «كاستوريا» وإعادة تسويقها باسم «فليتشرز كاستوريا».       |
| 1883  | إطلاق إعلانات ضخمة على جسر بروكلين عند افتتاحه.                            |
| 1884  | عرض تمويل قاعدة تمثال الحرية مقابل وضع اسم المنتج لمدة عام، لكن العرض رُفض. |
| 1888  | انتهاء براءة اختراع المنتج وبدء مواجهة المنتجات المقلدة.                   |
| 1922  | وفاته في أورانج ودفنه في مقبرة غرين-وود في بروكلين.                        |
| 1923  | استحواذ شركة Sterling Drug على 25% من الشركة.                              |

## الحياة الشخصية
تزوج فليتشر من جيميما إليزابيث برايت في عام 1866، وأنجب منها ثلاث بنات. عاش في أورانج حتى وفاته في 9 أبريل 1922، ودُفن في مقبرة غرين-وود في بروكلين، نيويورك.

## الإرث
يُعتبر فليتشر من روّاد التسويق الدوائي في الولايات المتحدة، ولا تزال «فليتشرز كاستوريا» علامة معروفة حتى القرن الحادي والعشرين، حيث أصبحت مملوكة لشركة Rohto اليابانية عبر فرعها Mentholatum.